# Batanga

Kriegskanoe der Batanga, historische Fotografie vor 1910

Gebiet der Batangas an der Küste Kameruns

Die Batanga sind ein Bantu-Volk mit ca. 6000 Angehörigen (Stand 1982) und leben an der Atlantikküste Kameruns.

## Geschichte
Der Name Batanga geht zurück auf den Clanchef Ntanga, unter dessen Führung sich die Batanga vom Volk der Duala abspalteten. Sie zogen entlang der Atlantikküste nach Süden und ließen sich um das heutige Kribi nieder.

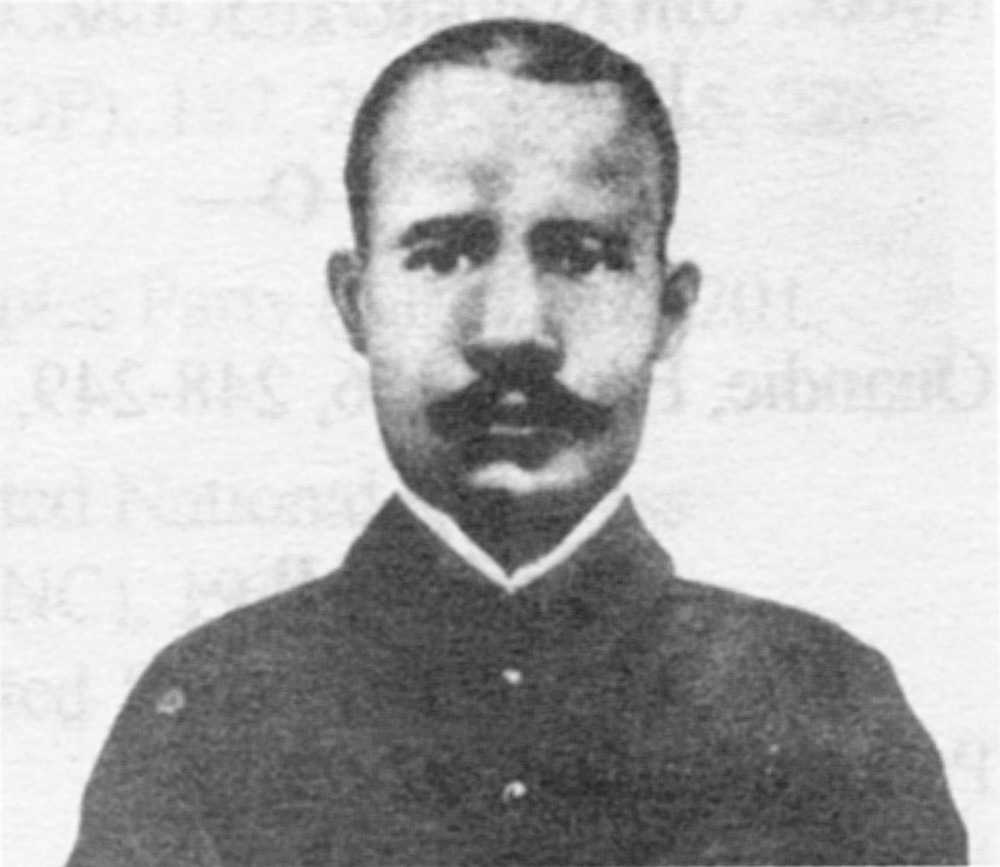
Martin-Paul Samba

Im Oktober 1887 wurde die Region um Kribi von den Deutschen eingenommen.
Der Häuptling Madola aus dem Dorf Groß-Batanga beteiligte sich 1914 an den Planungen zu einem Aufstand gegen die Kolonialherrschaft unter der Leitung des ehemaligen Unteroffiziers der kaiserlichen Schutztruppe Martin-Paul Samba. Der Plan wurde jedoch verraten und Madola zusammen mit anderen Aufständischen erschossen.
Im Verlauf des Ersten Weltkriegs flohen 1914 einige Bantanga aus ihren Siedlungsgebieten. Sie kehrten im Jahr 1916 wieder in ihre Heimat zurück.
Der jetzige Häuptling der Batanga von Mboamanga (Kribi) ist Michel Mahouve, der auch in der internationalen Politik eine Rolle spielt. So saß er 2002 für Kamerun im internationalen Ruanda-Tribunal. 2006 war er Mitglied der Menschenrechtskommission der Vereinten Nationen.

## Geografie
Kribi, das während der Kolonialzeit von den Deutschen gegründet wurde, hat heute rund 60.000 (2007) Einwohner. Aus der Kolonialzeit stammen der Leuchtturm und die renovierte Kirche. Der Hafen von Kribi verliert zunehmend an Bedeutung.

## Kultur
Die Batanga leben hauptsächlich vom Fischfang.
Sie sprechen das Batanga, welches zur Bube-Benga-Gruppe der Bantu-Sprachen gehört.
Alljährlich feiern die Batanga die Rückkehr der Kriegsflüchtlinge von 1916 in zwei Schüben: am 14. Februar und 9. Mai. Letzterer wird mit einem Umzug durch Kribi und mehreren Festlichkeiten begangen.